# Turecký vrch
Turecký vrch este o arie protejată (arie specială de conservare — SAC, sit de importanță comunitară — SCI) din Slovacia întinsă pe o suprafață de 31,87 ha, integral pe uscat.

## Localizare
Centrul sitului Turecký vrch este situat la coordonatele 48°47′03″N 17°51′37″E / 48.784167°N 17.860278°E.

## Înființare
Situl Turecký vrch a fost declarat sit de importanță comunitară în octombrie 2011 pentru a proteja 40 de specii de animale. Situl a fost protejat și ca arie specială de conservare în august 2011.

## Biodiversitate
Situată în ecoregiunea alpină, aria protejată conține 5 habitate naturale: Pajiști uscate seminaturale și facies de acoperire cu tufișuri pe substraturi calcaroase (Festuco-Brometalia) (* situri importante pentru orhidee), Pajiști stepice subpanonice, Păduri pe pante, grohotișuri și ravene de Tilio-Acerion, Păduri panonice cu Quercus pubescens, Pajiști uscate seminaturale și facies de acoperire cu tufișuri pe substraturi calcaroase (Festuco-Brometalia) (* situri importante pentru orhidee).
La baza desemnării sitului se află mai multe specii protejate:
- păsări (37): uliu porumbar (Accipiter gentilis), uliu păsărar (Accipiter nisus), pițigoi codat (Aegithalos caudatus), șorecarul comun (Buteo buteo), sticlete (Carduelis carduelis), florinte (Carduelis chloris), botgros (Coccothraustes coccothraustes), porumbel gulerat (Columba palumbus), dumbrăveancă (Coracias garrulus), corb (Corvus corax), cioară neagră (Corvus corone), prepeliță (Coturnix coturnix), cuc (Cuculus canorus), ciocănitoare neagră (Dryocopus martius), presură galbenă (Emberiza citrinella), măcăleandru (Erithacus rubecula), șoim de iarnă (Falco columbarius), șoim călător (Falco peregrinus), vânturel roșu (Falco tinnunculus), gaiță (Garrulus glandarius), frunzăriță galbenă (Hippolais icterina), capîntortură (Jynx torquilla), privighetoare (Luscinia megarhynchos), grangur (Oriolus oriolus), Parus caeruleus, pițigoi mare (Parus major), viespar (Pernis apivorus), fazan (Phasianus colchicus), coțofană (Pica pica), ciocănitoarea verde (Picus viridis), cănăraș (Serinus serinus), țiclete (Sitta europaea), silvie cu cap negru (Sylvia atricapilla), silvie de câmp (Sylvia communis), silvie porumbacă (Sylvia nisoria), pănțărușul (Troglodytes troglodytes), sturz-cântător (Turdus philomelos)
- nevertebrate (3): fluturele de noapte (Eriogaster catax), Euplagia quadripunctaria, rădașcă (Lucanus cervus)

Pe lângă speciile protejate, pe teritoriul sitului au mai fost identificate 8 specii de plante, 1 specie de păsări, 1 specie de reptile.